# フレデリック・ロビンソン (第2代リポン侯爵)

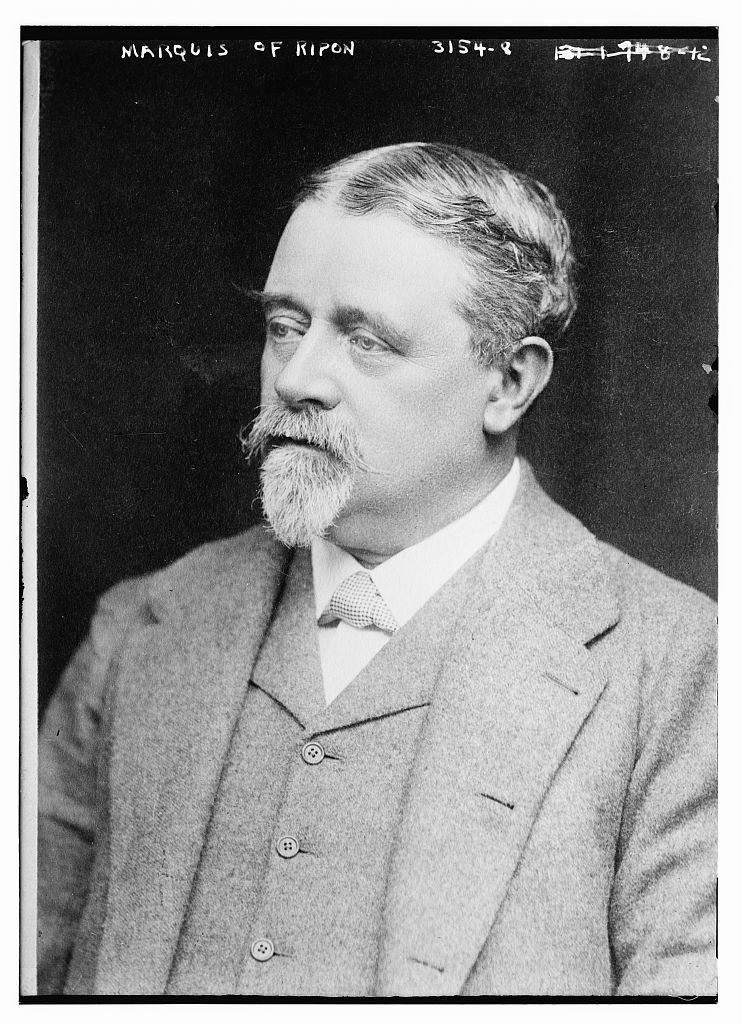
第2代リポン侯爵フレデリック・ロビンソン

第2代リポン侯爵フレデリック・オリヴァー・ロビンソン（英: Frederick Oliver Robinson, 2nd Marquess of Ripon, GCVO、1852年1月29日 - 1923年9月23日）は、イギリスの貴族、政治家。
1859年から1871年までゴドリッチ子爵(Viscount Goderich)、1871年から1909年までド・グレイ伯爵(Earl de Grey)の儀礼称号で称された。首相を務めた初代ゴドリッチ子爵フレデリック・ロビンソンは祖父、インド総督を務めた初代リポン侯爵ジョージ・ロビンソンは父である。

## 経歴
1852年1月29日、政治家のゴドリッチ子爵(儀礼称号)ジョージ・ロビンソン（後に初代リポン侯爵に叙される）とその妻ヘンリエッタの間の唯一の男子として生まれる。 
イートン校を卒業し、1874年から1880年にかけてリポン選挙区から選出されて自由党所属の庶民院議員を務めた。
彼は英国王エドワード7世の親友の一人であり、1901年から1923年までその王妃であるアレクサンドラの会計係を務めた。
1909年7月9日に父が死去して第2代リポン侯爵位を継承し、貴族院議員に列した
1923年9月22日に死去。初代リーのハーバート男爵シドニー・ハーバートの娘コンスタンスと結婚していたが、子供はなく、すべての保有爵位が彼の死とともに廃絶した。

## 栄典

### 爵位
- 1909年7月9日、第2代リポン侯爵（1871年創設連合王国貴族爵位）
- 1909年7月9日、第4代ド・グレイ伯爵（1816年創設連合王国貴族爵位）
- 1909年7月9日、第3代リポン伯爵（1833年創設連合王国貴族爵位）
- 1909年7月9日、第3代ゴドリッチ子爵（1827年創設連合王国貴族爵位）
- 1909年7月9日、第5代グランサム男爵（1761年創設グレートブリテン貴族爵位)
- 1909年7月9日、第8代ロビンソン准男爵（1690年創設イングランド准男爵位）[6]

### 勲章
- 1901年12月、ロイヤル・ヴィクトリア騎士団(勲章)ナイト・コマンダー (KCVO)[7]
- 1909年、ロイヤル・ヴィクトリア騎士団(勲章)ナイト・グランド・クロス (GCVO)[8]